# Usia vagans
Usia vagans är en tvåvingeart som beskrevs av Becker 1906. Usia vagans ingår i släktet Usia och familjen svävflugor.
Artens utbredningsområde är Tunisien. Inga underarter finns listade i Catalogue of Life.